# Villaz
Villaz è un comune francese di 3 347 abitanti (2019) situato nel dipartimento dell'Alta Savoia della regione dell'Alvernia-Rodano-Alpi.

## Società

### Evoluzione demografica
Abitanti censiti